# Scythropia
Scythropia is een geslacht van vlinders en het enige geslacht in de familie Scythropiidae. De wetenschappelijke naam ervan werd in 1825 door Jacob Hübner gepubliceerd. De systematische positie van dit monotypische geslacht is al lang onduidelijk. Die positie is ergens in de superfamilie Yponomeutoidea. Het geslacht is al in de familie koolmotten (Plutellidae) geplaatst maar ook in de monotypische onderfamilie Scythropiinae van de stippelmotten (Yponomeutidae). De voorlopig laatste ontwikkeling (2013) is dat het geslacht in een eigen familie wordt geplaatst. Voor een bespreking hiervan, zie Scythropiidae.
Toen Hübner het geslacht benoemde, plaatste hij er acht soorten in. Door Zeller (1868), Meyrick (1912) en Weber (1945) werden nog drie soorten toegevoegd. In de loop der tijd zijn vrijwel al die soorten in andere geslachten geplaatst of, in één geval, gesynonymiseerd met de typesoort, waarmee het geslacht nu nog één soort telt.

## Soorten
- Scythropia crataegella (Linnaeus, 1767) - Doornspinnertje
  - = Scythropia obscura Weber, 1945

### Niet meer in dit geslacht
- Scythropia alternella (Denis & Schiffermüller, 1775) sensu Hübner, 1796 = Pseudotelphusa scalella (Scopoli, 1763)[2]
- Scythropia crocostacta Meyrick, 1912 = Picrospora crocostacta (Meyrick, 1912)
- Scythropia leucatella (Clerck, 1759) = Recurvaria leucatella (Clerck, 1759)[3]
- Scythropia luctuella (Hübner, 1793) = Chionodes luctuella (Hübner, 1793)[4]
- Scythropia monachella (Hübner, 1796) = Monopis monachella (Hübner, 1796)[5]
- Scythropia petrobiella Zeller, 1868 = Kessleria petrobiella (Zeller, 1868)
- Scythropia reticulella (Hübner, 1796) = Digitivalva reticulella (Hübner, 1796)
- Scythropia scopolella (Linnaeus, 1767) = Scythris scopolella (Linnaeus, 1767)
- Scythropia sturmella Hübner, 1825 = Pseudotelphusa tessella (Linnaeus, 1758)[6]